# Olympische Sommerspiele 1996/Leichtathletik – 100 m (Frauen)

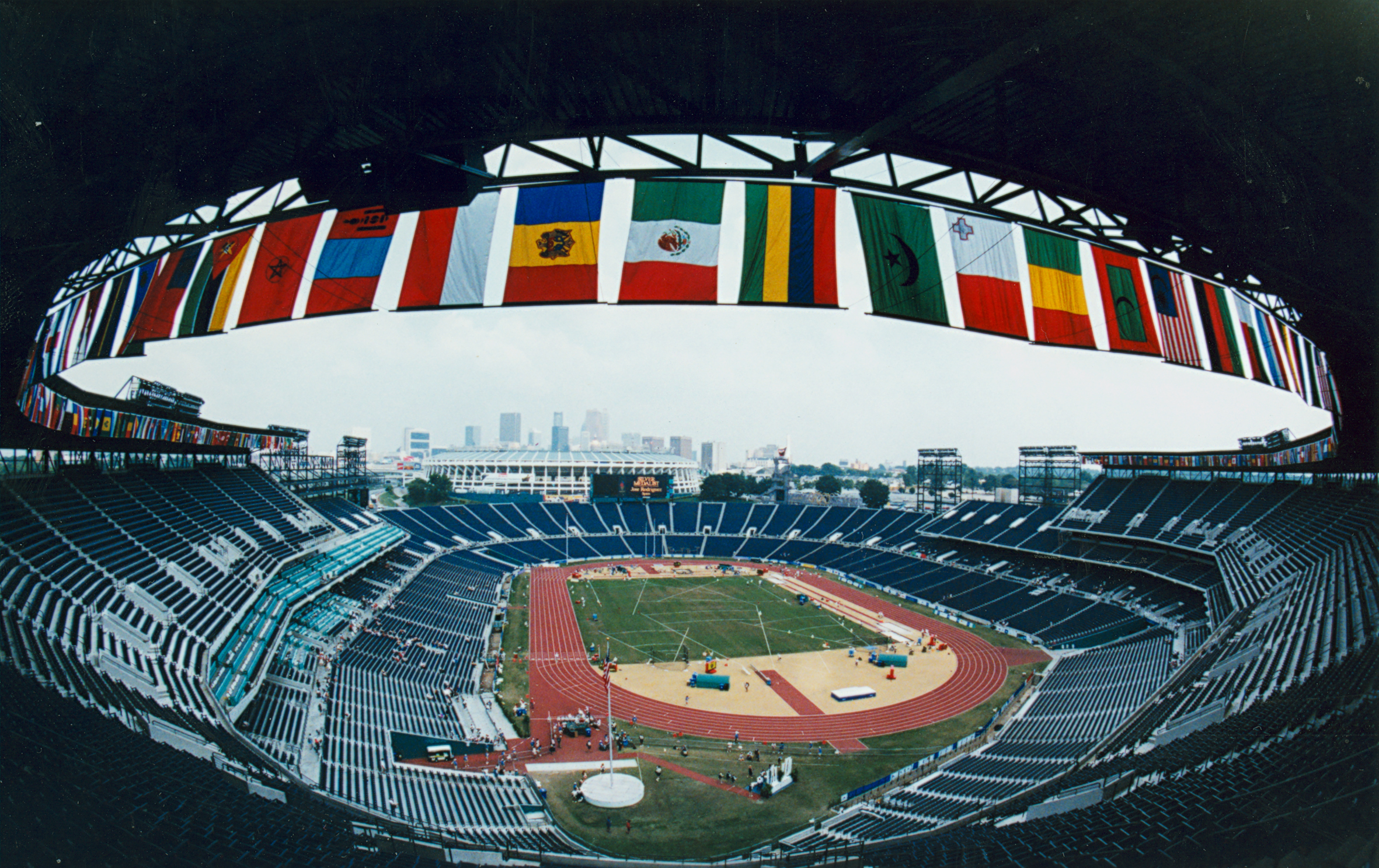
Das Centennial Olympic Stadium von Atlanta im Jahr 1996

Der 100-Meter-Lauf der Frauen bei den Olympischen Spielen 1996 in Atlanta wurde am 26. und 27. Juli 1996 im Centennial Olympic Stadium ausgetragen. 57 Athletinnen nahmen teil.
Olympiasiegerin wurde die US-Amerikanerin Gail Devers. Sie gewann vor der Jamaikanerin Merlene Ottey und Gwen Torrence aus den USA.
Für Deutschland starteten Silke Lichtenhagen, Melanie Paschke und Andrea Philipp. Lichtenhagen und Philipp schieden im Viertelfinale aus, Paschke im Halbfinale.

Die Schweizerin Mireille Donders scheiterte in der Vorrunde.

Athletinnen aus Österreich und Liechtenstein nahmen nicht teil.

## Aktuelle Titelträgerinnen
| Olympiasiegerin 1992                      | Gail Devers ( USA)                    | 10,82 s | Barcelona 1992       |
| Weltmeisterin 1995                        | Gwen Torrence ( USA)                  | 10,85 s | Göteborg 1995        |
| Europameisterin 1994                      | Irina Priwalowa ( Russland)           | 11,02 s | Helsinki 1994        |
| Panamerikanische Meisterin 1995           | Chryste Gaines ( USA)                 | 11,05 s | Mar del Plata 1995   |
| Zentralamerika und Karibik-Meisterin 1995 | Heather Samuel ( Antigua und Barbuda) | 11,31 s | Guatemala-Stadt 1995 |
| Südamerika-Meisterin 1995                 | Cleide Amaral ( Brasilien)            | 11,38 s | Manaus 1995          |
| Asienmeisterin 1995                       | Cui Dangfeng ( Volksrepublik China)   | 11,36 s | Jakarta 1995         |
| Afrikameisterin 1996                      | Georgette Nkoma ( Kamerun)            | 11,67 s | Yaoundé 1996         |
| Ozeanienmeisterin 1994                    | Vaciseva Tavaga ( Fidschi)            | 12,17 s | Auckland 1994        |

## Bestehende Rekorde
| Weltrekord         | 10,49 s | Florence Griffith-Joyner ( USA) | Indianapolis, USA                | 16. Juli 1988      |
| Olympischer Rekord | 10,62 s | Florence Griffith-Joyner ( USA) | Viertelfinale OS Seoul, Südkorea | 24. September 1988 |

Der bestehende olympische Rekord wurde bei diesen Spielen nicht erreicht. Die schnellste Zeit erzielte die spätere US-amerikanische Olympiasiegerin Gail Devers mit 10,92 s im siebten Vorlauf am 26. Juli bei einem Gegenwind von 0,5 m/s. Den olympischen Rekord verfehlte sie dabei um genau drei Zehntelsekunden, den Weltrekord um 43 Hundertstelsekunden.

## Doping
Die russische Olympiafünfte Marina Trandenkowa wurde nach Abschluss des Wettbewerbs positiv auf Bromantan getestet und zunächst disqualifiziert. Die Substanz kann eingesetzt werden zur psychischen Stimulierung sowie auch zur Verschleierung anderer unerlaubter Mittel. Die Athletin zog daraufhin ihre Meldung zur Teilnahme am 200-Meter-Lauf zurück. Auch in der 4-mal-100-Meter-Staffel wurde Trandenkowa nicht eingesetzt. Doch da Bromantan erst kurz zuvor (5. Juli 1996) in die Liste verbotener Mittel aufgenommen worden war, wurde die Disqualifikation zurückgezogen.

## Vorrunde
Datum: 26. Juli 1996
Die Athletinnen traten zu insgesamt sieben Vorläufen an. Für das Viertelfinale qualifizierten sich pro Lauf die ersten vier Sprinterinnen. Darüber hinaus kamen die vier Zeitschnellsten, die sogenannten Lucky Loser, weiter. Die direkt qualifizierten Sportlerinnen sind hellblau, die Lucky Loser hellgrün unterlegt.

### Vorlauf 1
10:00 Uhr
Wind: +0,5 m/s
Natalija Worobjowa aus Kasachstan und Ljudmila Dimitriadi aus Usbekistan gehörten zu den ersten Leichtathletinnen, die für Kasachstan bzw. für Usbekistan an Olympischen Spielen teilnahmen.
| Platz | Name                       | Nation     | Zeit    |
| ----- | -------------------------- | ---------- | ------- |
| 1     | Chandra Sturrup            | Bahamas    | 11,24 s |
| 2     | Hanitriniaina Rakotondrabé | Madagaskar | 11,36 s |
| 3     | Irina Priwalowa            | Russland   | 11,42 s |
| 4     | Slatka Georgiewa           | Bulgarien  | 11,74 s |
| 5     | Natalija Worobjowa         | Kasachstan | 11,91 s |
| 6     | Ljudmila Dimitriadi        | Usbekistan | 12,04 s |
| 7     | Ouk Chanthan               | Kambodscha | 14,82 s |

### Vorlauf 2
10:05 Uhr
Wind: +0,2 m/s
Schanna Pintussewytsch aus der Ukraine und Elvira Cabbarowa aus Aserbaidschan gehörten zu den ersten Leichtathletinnen, die bei Olympischen Spielen für die Ukraine bzw. für Aserbaidschan antraten. Hermin Joseph aus Dominica war eine der ersten Sportlerinnen bei Olympischen Spielen aus Dominica.
| Platz | Name                   | Nation        | Zeit    |
| ----- | ---------------------- | ------------- | ------- |
| 1     | Schanna Pintussewytsch | Ukraine       | 11,20 s |
| 2     | Melanie Paschke        | Deutschland   | 11,27 s |
| 3     | Odiah Sidibé           | Frankreich    | 11,40 s |
| 4     | Mary Tombiri-Shirey    | Nigeria       | 11,50 s |
| 5     | Hermin Joseph          | Dominica      | 11,56 s |
| 6     | Cleide Amaral          | Brasilien     | 11,76 s |
| 7     | Myriam Léonie Mani     | Kamerun       | 11,76 s |
| 8     | Elvira Cabbarowa       | Aserbaidschan | 11,96 s |

### Vorlauf 3
10:10 Uhr
Wind: +0,6 m/s
Sortelina Pires und ihr Teamkamerad Odair Baia waren die ersten Sportler aus São Tomé und Príncipe, die bei Olympischen Spielen antraten.
| Platz | Name                  | Nation                | Zeit    |
| ----- | --------------------- | --------------------- | ------- |
| 1     | Merlene Ottey         | Jamaika               | 11,13 s |
| 2     | Susanthika Jayasinghe | Sri Lanka             | 11,18 s |
| 3     | Ekaterini Thanou      | Griechenland          | 11,35 s |
| 4     | Iryna Pucha           | Ukraine               | 11,36 s |
| 5     | Heather Samuel        | Antigua und Barbuda   | 11,44 s |
| 6     | Yan Jiankui           | Volksrepublik China   | 11,46 s |
| 7     | Mirtha Brock          | Kolumbien             | 11,83 s |
| 8     | Sortelina Pires       | São Tomé und Príncipe | 13,31 s |

### Vorlauf 4
10:15 Uhr
Wind: +0,6 m/s

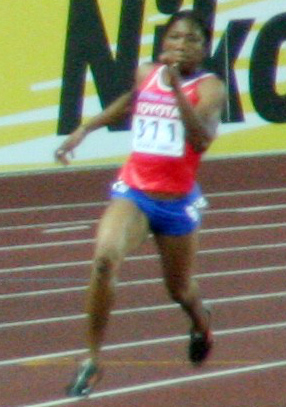
Cydonie Mothersille – ausgeschieden als Sechste des vierten Vorlaufs

Michelle Baptiste und ihr Teamkamerad Ivan Jean-Marie waren die ersten Leichtathleten aus St. Lucia, die an Olympischen Spielen teilnahmen.
| Platz | Name                | Nation                         | Zeit    |
| ----- | ------------------- | ------------------------------ | ------- |
| 1     | Juliet Cuthbert     | Jamaika                        | 11,06 s |
| 2     | D’Andre Hill        | USA                            | 11,11 s |
| 3     | Silke Lichtenhagen  | Deutschland                    | 11,30 s |
| 4     | Eldece Clarke       | Bahamas                        | 11,33 s |
| 5     | Petja Pendarewa     | Bulgarien                      | 11,59 s |
| 6     | Cydonie Mothersille | Cayman Islands                 | 11,61 s |
| 7     | Michelle Baptiste   | St. Lucia                      | 11,92 s |
| 8     | Natalie Martindale  | St. Vincent und die Grenadinen | 12,25 s |

### Vorlauf 5
10:20 Uhr
Wind: −0,7 m/s
Isménia do Frederico war die erste Sportlerin aus Kap Verde, die bei Olympischen Spielen an den Start ging.
| Platz | Name                 | Nation         | Zeit    |
| ----- | -------------------- | -------------- | ------- |
| 1     | Marina Trandenkowa   | Russland       | 11,20 s |
| 2     | Chioma Ajunwa        | Nigeria        | 11,25 s |
| 3     | Myra Mayberry        | Puerto Rico    | 11,51 s |
| 4     | Stephanie Douglas    | Großbritannien | 11,61 s |
| 5     | Zandra Borrero       | Kolumbien      | 11,62 s |
| 6     | Jerneja Perc         | Slowenien      | 11,63 s |
| 7     | Beverly McDonald     | Jamaika        | 12,08 s |
| 8     | Isménia do Frederico | Kap Verde      | 13,03 s |

### Vorlauf 6
10:25 Uhr
Wind: +0,2 m/s
| Platz | Name              | Nation            | Zeit    |
| ----- | ----------------- | ----------------- | ------- |
| 1     | Gwen Torrence     | USA               | 11,11 s |
| 2     | Natalja Woronowa  | Russland          | 11,22 s |
| 3     | Lucrécia Jardim   | Portugal          | 11,32 s |
| 4     | Ekaterini Koffa   | Griechenland      | 11,33 s |
| 5     | Sanna Hernesniemi | Finnland          | 11,39 s |
| 6     | Marcia Richardson | Großbritannien    | 11,42 s |
| 7     | Wang Huei-chen    | Chinesisch Taipeh | 11,70 s |
| 8     | Nester Geniwala'a | Salomonen         | 13,74 s |
| 9     | Juliana Obiong    | Äquatorialguinea  | 13,88 s |

### Vorlauf 7
10:30 Uhr
Wind: −0,5 m/s
| Platz | Name             | Nation         | Zeit    |
| ----- | ---------------- | -------------- | ------- |
| 1     | Gail Devers      | USA            | 10,92 s |
| 2     | Mary Onyali      | Nigeria        | 11,17 s |
| 3     | Andrea Philipp   | Deutschland    | 11,32 s |
| 4     | Debbie Ferguson  | Bahamas        | 11,33 s |
| 5     | Simmone Jacobs   | Großbritannien | 11,39 s |
| 6     | Mireille Donders | Schweiz        | 11,67 s |
| 7     | Lee Yeong-suk    | Südkorea       | 11,88 s |
| 8     | Pastora Chávez   | Honduras       | 12,10 s |

## Viertelfinale
Datum: 26. Juli 1996
Aus den vier Viertelfinalläufen qualifizierten sich pro Lauf die ersten vier Athletinnen für das Halbfinale (hellblau unterlegt).

### Lauf 1
18:05 Uhr
Wind: −0,7 m/s
| Platz | Name                       | Nation              | Zeit    |
| ----- | -------------------------- | ------------------- | ------- |
| 1     | Gwen Torrence              | USA                 | 11,11 s |
| 2     | Marina Trandenkowa         | Russland            | 11,15 s |
| 3     | Chioma Ajunwa              | Nigeria             | 11,24 s |
| 4     | Odiah Sidibé               | Frankreich          | 11,38 s |
| 5     | Ekaterini Koffa            | Griechenland        | 11,38 s |
| 6     | Hanitriniaina Rakotondrabé | Madagaskar          | 11,43 s |
| 7     | Heather Samuel             | Antigua und Barbuda | 11,60 s |
| 8     | Stephanie Douglas          | Großbritannien      | 11,75 s |

### Lauf 2

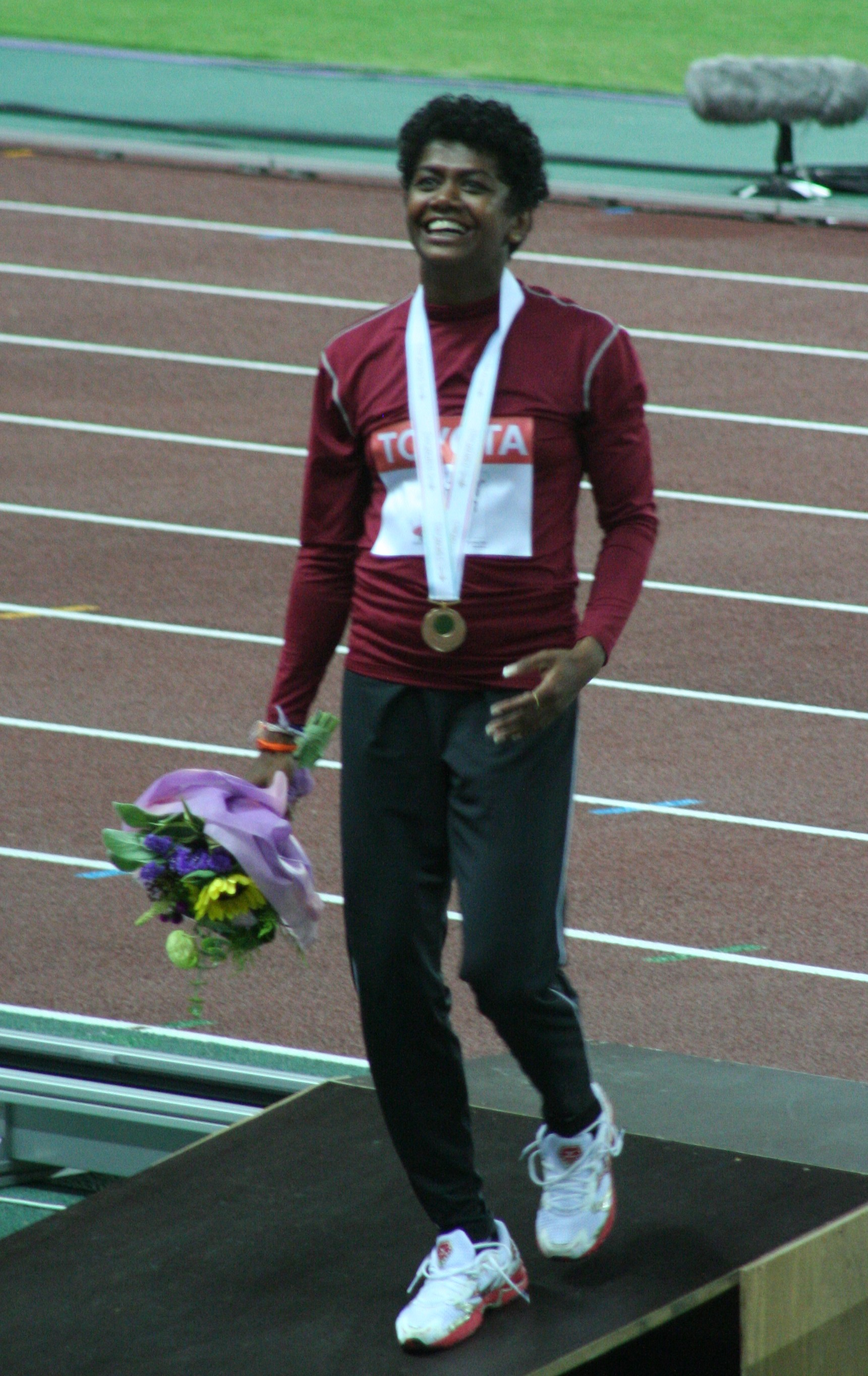
Susanthika Jayasinghe (hier bei den Weltmeisterschaften 2007) musste in ihrem Viertelfinallauf das Rennen aufgeben

18:10 Uhr
Wind: ±0,0 m/s
| Platz | Name                  | Nation         | Zeit    |
| ----- | --------------------- | -------------- | ------- |
| 1     | Gail Devers           | USA            | 10,94 s |
| 2     | Mary Onyali           | Nigeria        | 11,08 s |
| 3     | Debbie Ferguson       | Bahamas        | 11,26 s |
| 4     | Lucrécia Jardim       | Portugal       | 11,37 s |
| 5     | Andrea Philipp        | Deutschland    | 11,38 s |
| 6     | Iryna Pucha           | Ukraine        | 11,42 s |
| 7     | Marcia Richardson     | Großbritannien | 11,55 s |
| DNF   | Susanthika Jayasinghe | Sri Lanka      |         |

### Lauf 3
18:15 Uhr
Wind: −0,9 m/s
| Platz | Name                | Nation         | Zeit    |
| ----- | ------------------- | -------------- | ------- |
| 1     | Juliet Cuthbert     | Jamaika        | 11,20 s |
| 2     | Chandra Sturrup     | Bahamas        | 11,21 s |
| 3     | D’Andre Hill        | USA            | 11,21 s |
| 4     | Irina Priwalowa     | Russland       | 11,40 s |
| 5     | Simmone Jacobs      | Großbritannien | 11,47 s |
| 6     | Ekaterini Thanou    | Griechenland   | 11,48 s |
| 7     | Silke Lichtenhagen  | Deutschland    | 11,53 s |
| 8     | Mary Tombiri-Shirey | Nigeria        | 11,56 s |

### Lauf 4

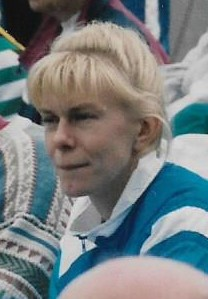
Sanna Hernesniemi – ausgeschieden als Sechste des vierten Viertelfinals

18:20 Uhr
Wind: ±0,0 m/s
| Platz | Name                   | Nation      | Zeit    |
| ----- | ---------------------- | ----------- | ------- |
| 1     | Merlene Ottey          | Jamaika     | 11,02 s |
| 2     | Schanna Pintussewytsch | Ukraine     | 11,14 s |
| 3     | Natalja Woronowa       | Russland    | 11,17 s |
| 4     | Melanie Paschke        | Deutschland | 11,18 s |
| 5     | Eldece Clarke          | Bahamas     | 11,47 s |
| 6     | Sanna Hernesniemi      | Finnland    | 11,49 s |
| 7     | Myra Mayberry          | Puerto Rico | 11,66 s |
| 8     | Slatka Georgiewa       | Bulgarien   | 11,99 s |

## Halbfinale
Datum: 27. Juli 1996
Aus den beiden Halbfinals qualifizierten sich die jeweils ersten vier Läuferinnen für das Finale (hellblau unterlegt).

### Lauf 1

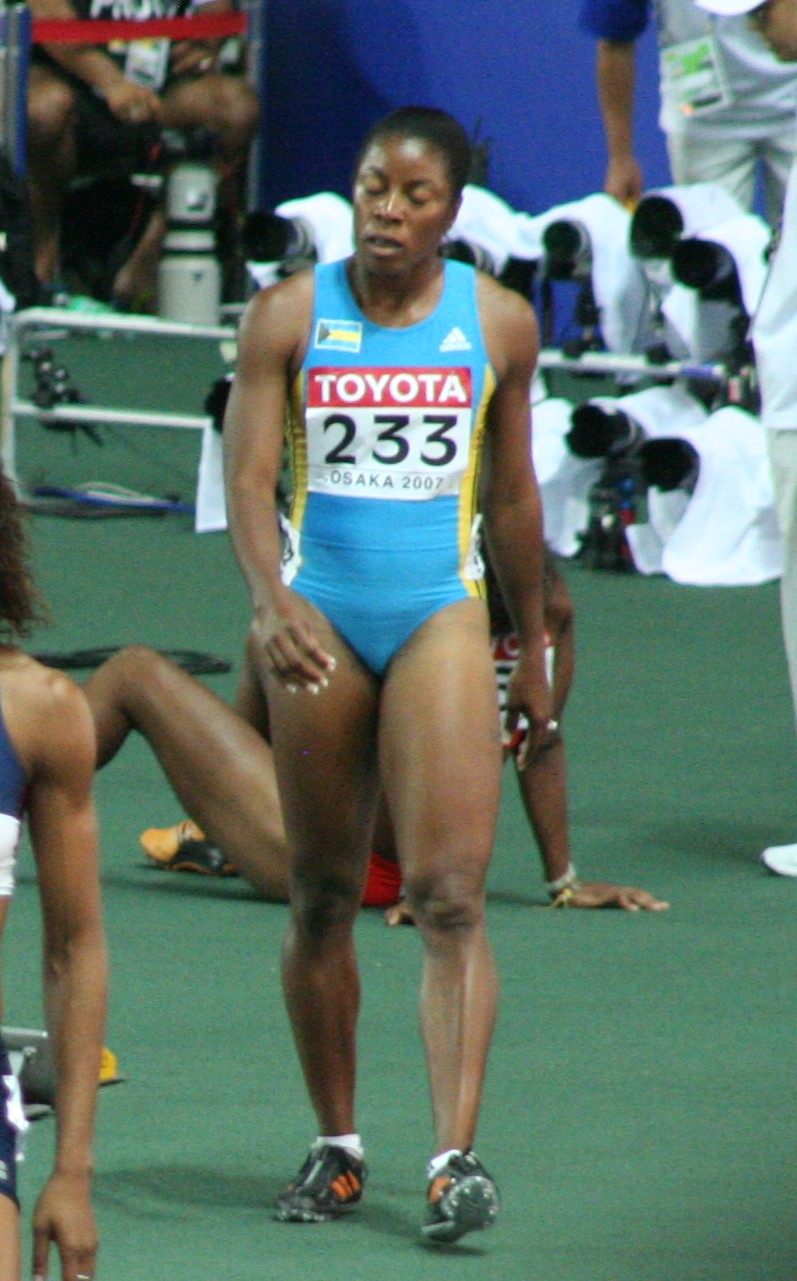
Debbie Ferguson (hier bei den Weltmeisterschaften 2007) schied im Halbfinale als Siebte ihres Halbfinals aus

19:15 Uhr
Wind: +0,4 m/s
| Platz | Name                   | Nation     | Zeit    |
| ----- | ---------------------- | ---------- | ------- |
| 1     | Merlene Ottey          | Jamaika    | 10,93 s |
| 2     | Gwen Torrence          | USA        | 10,97 s |
| 3     | Marina Trandenkowa     | Russland   | 11,07 s |
| 4     | Schanna Pintussewytsch | Ukraine    | 11,14 s |
| 5     | Chioma Ajunwa          | Nigeria    | 11,14 s |
| 6     | D’Andre Hill           | USA        | 11,20 s |
| 7     | Debbie Ferguson        | Bahamas    | 11,28 s |
| 8     | Odiah Sidibé           | Frankreich | 11,35 s |

### Lauf 2

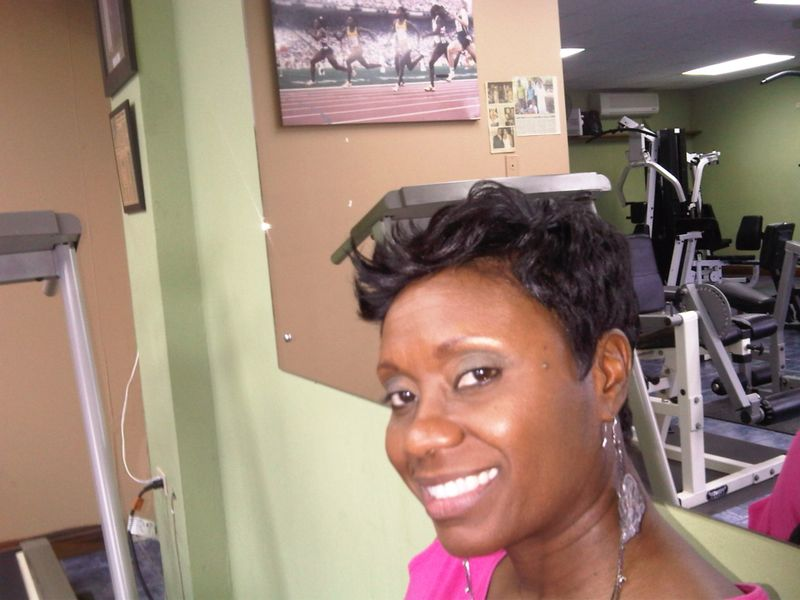
Juliet Cuthbert (Foto: 2014) – ausgeschieden als Fünfte des zweiten Halbfinals
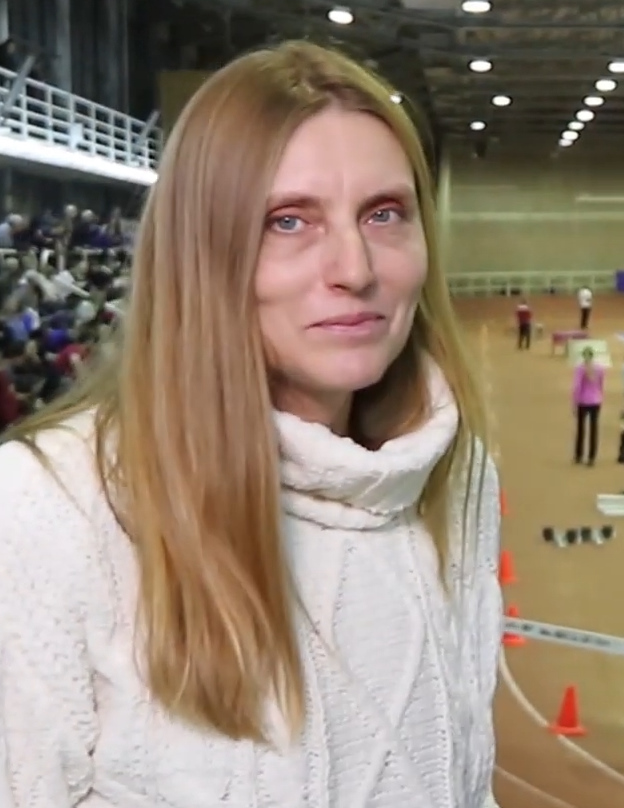
Irina Priwalowa (hier im Jahr 2020) – ausgeschieden als Siebte des zweiten Halbfinals

19:20 Uhr
Wind: −0,1 m/s
| Platz | Name             | Nation      | Zeit    |
| ----- | ---------------- | ----------- | ------- |
| 1     | Gail Devers      | USA         | 11,00 s |
| 2     | Mary Onyali      | Nigeria     | 11,04 s |
| 3     | Natalja Woronowa | Russland    | 11,07 s |
| 4     | Chandra Sturrup  | Bahamas     | 11,07 s |
| 5     | Juliet Cuthbert  | Jamaika     | 11,07 s |
| 6     | Melanie Paschke  | Deutschland | 11,14 s |
| 7     | Irina Priwalowa  | Russland    | 11,31 s |
| 8     | Lucrécia Jardim  | Portugal    | 11,32 s |

## Finale
Datum: 27. Juli 1996, 20:45 Uhr
Wind: −0,7 m/s
| Platz | Name                   | Nation   | Zeit    |
| ----- | ---------------------- | -------- | ------- |
| 1     | Gail Devers            | USA      | 10,94 s |
| 2     | Merlene Ottey          | Jamaika  | 10,94 s |
| 3     | Gwen Torrence          | USA      | 10,96 s |
| 4     | Chandra Sturrup        | Bahamas  | 11,00 s |
| 5     | Marina Trandenkowa     | Russland | 11,06 s |
| 6     | Natalja Woronowa       | Russland | 11,10 s |
| 7     | Mary Onyali            | Nigeria  | 11,13 s |
| 8     | Schanna Pintussewytsch | Ukraine  | 11,14 s |

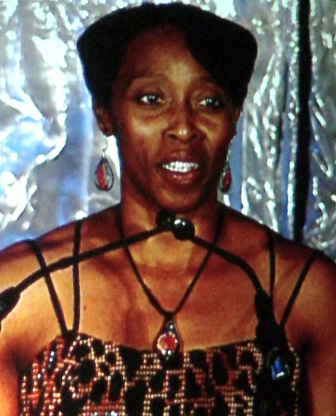
Gail Devers (Foto: 2011) – Olympiasiegerin mit einem Vorsprung von vier Tausendstelsekunden

Im Finale trafen je zwei US-Athletinnen und Russinnen auf je eine Starterin von den Bahamas, aus Jamaika, Russland und der Ukraine.
Als Favoritinnen traten die Weltjahresbeste und amtierende Weltmeisterin Gwen Torrence aus den USA, ihre Landsfrau Gail Devers, Olympiasiegerin von 1992, und die jamaikanische Vizeweltmeisterin Merlene Ottey an. Eine weitere stark eingeschätzte Athletin war die russische Europameisterin Irina Priwalowa. Sie hatte sich jedoch auf Grund einer Verletzung nicht für das Finale qualifizieren können.
Den besten Start hatte Devers und sie erlief sich gleich einen deutlichen Vorsprung. Doch Torrence und vor allem Ottey kamen zügig näher. Auf den letzten Metern wurde es immer enger und am Ende musste das Zielfoto herangezogen werden, um über Gold und Silber zu entscheiden. Gail Devers war wie schon vier Jahre zuvor Olympiasiegerin und Merlene Ottey gewann die Silbermedaille. Beide Sprinterinnen wurden mit 10,94 s gestoppt. Devers war um den Hauch von fünf Tausendstelsekunden schneller. Gwen Torrence kam als Bronzemedaillengewinnerin mit nur zwei Hundertstelsekunden Rückstand ins Ziel. Auch die Abstände zu den nächsten Läuferinnen waren gering. Chandra Sturrup von den Bahamas lag als Vierte nur weitere vier Hundertstelsekunden zurück. Fünfte wurde die Russin Marina Trandenkowa vor ihrer Landsfrau Natalja Woronowa.
Gail Devers gewann im sechzehnten olympischen Finale die neunte Goldmedaille für die USA in dieser Disziplin. Es war zudem der vierte US-Sieg in Folge.
Gail Devers war nach Wyomia Tyus – 1964 und 1968 – erst die zweite Athletin, die ihren Olympiasieg über 100 Meter wiederholen konnte.

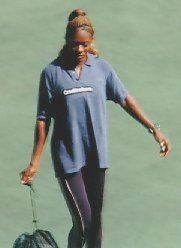
Wie so oft in ihrer Karriere reichte es für Merlene Ottey zu Silber – zu Gold fehlten ihr vier Tausendstelsekunden
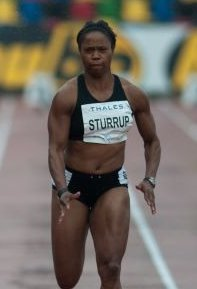
Chandra Sturrup (hier im Jahr 2010) wurde Olympiavierte
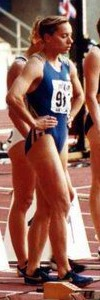
Schanna Pintussewytsch (hier bei den Weltmeisterschaften 1999) belegte im Finale Rang acht
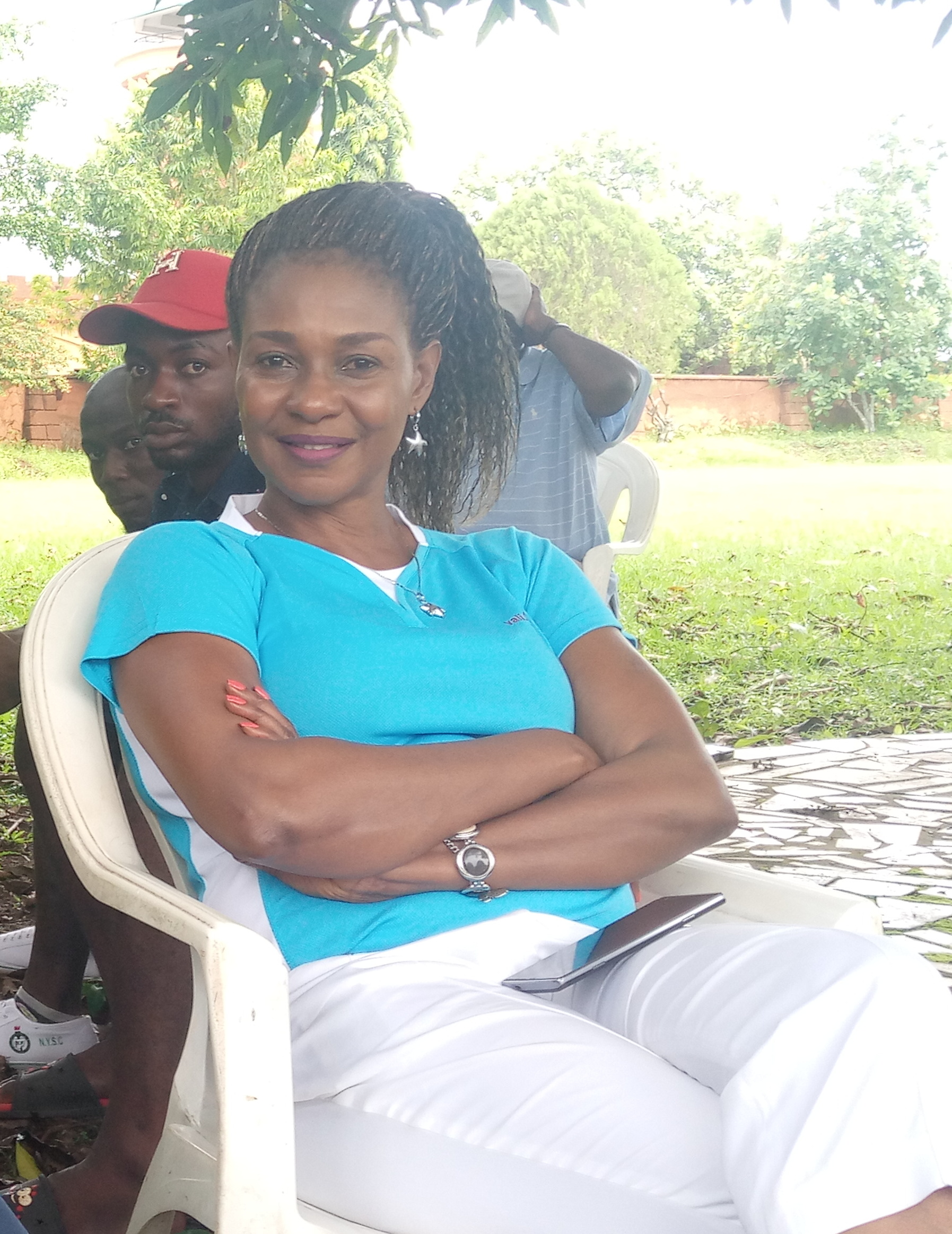
Mary Onyali (hier im Jahr 2017) kam auf den siebten Platz

## Videolinks
- 6189 Olympic 1996 100m Women, youtube.com, abgerufen am 11. Januar 2022
- Women's 100m Final Atlanta Olympics 1996, youtube.com, abgerufen am 6. März 2018